# HK Tornado
Le HK Tornado (en russe : Хоккейный клуб Торнадо) est un club de hockey sur glace de Dmitrov dans l'oblast de Moscou en Russie. Il évolue dans le Championnat de Russie féminin.

## Historique
Le club est fondé en 2003.

## Palmarès
- Championnat de Russie féminin : 2006, 2007, 2009, 2011, 2012, 2013, 2015, 2016, 2017 [1].
- Coupe d'Europe des clubs champions de hockey sur glace féminin : 2010, 2012, 2013, 2014.